# Claude de Seyssel
Claude de Seyssel (Aix-les-Bains, c. 1450 - Turín, 1 de junio de 1520) fue un prelado francés, administrador de la diócesis de Lodi, obispo de Marsella, arzobispo de Turín, consejero y embajador del rey Luis XII, jurista, teólogo, traductor e historiador.

## Vida

### Primeros años
Su padre, de su mismo nombre, mariscal del Ducado de Saboya, estaba casado con Amedea della Chambre, pero tuvo a Claude y a otros dos hijos de una relación extramatrimonial con Guillerme de la Motte.
Después de terminar la escuela primaria en Saboya, en torno a 1465 comenzó sus estudios de Derecho en la Universidad de Turín, y a partir de 1482 los prosiguió en  la de Pavía.  Doctorado in utroque iure en Turín, ejerció como catedrático de derecho civil hasta 1498.  En esta época de su vida tuvo dos hijas de dos mujeres distintas, Antonietta y Agnese.
Simultáneamente, desempeñó algunos encargos por cuenta del duque Carlos I de Saboya: en el verano de 1484 viajó a Milán para entrevistarse con Ludovico Sforza y solicitar que tuviera consideración con Bona de Saboya, viuda de Galeazzo Maria Sforza, cuya situación era comprometida por la fallida conjura contra Ludovico.  Entre 1492-93 fue referendario del parlamento de París por nombramiento del rey Carlos VIII de Francia.

### Consejero y embajador de Luis XII
De regreso en Francia en 1498, con el favor del cardenal D'Amboise con quien estaba emparentado, fue nombrado consejero de Luis XII, senador de Milán y administrador de la diócesis de Lodi durante la ausencia del obispo titular Ottaviano Maria Sforza, que enemistado con el papa Alejandro VI se había exiliado en la corte del emperador Maximiliano de Austria.
Maestro de súplicas, desempeñó varias embajadas por encargo del rey francés en Inglaterra, Berna, Italia, Treveris y en el Concilio de Letrán V, formó parte de su séquito durante la ocupación de Milán y la guerra contra Venecia. y se halló presente en los dos cónclaves de septiembre y octubre de 1503 como conclavista del cardenal D'Amboise.

### Obispo de Marsella y de Turín
Con el advenimiento al trono de Francisco I de Francia, Seyssel se apartó de la corte y se dedicó a su labor episcopal.  Obispo de Marsella desde 1509, en 1517 permutó su diócesis por la de Turín con Innocenzo Cybo.
Muerto en 1520 con cerca de setenta años de edad, fue sepultado en la capilla de San Lázaro que él mismo había mandado construir en la catedral de Turín.

## Obra

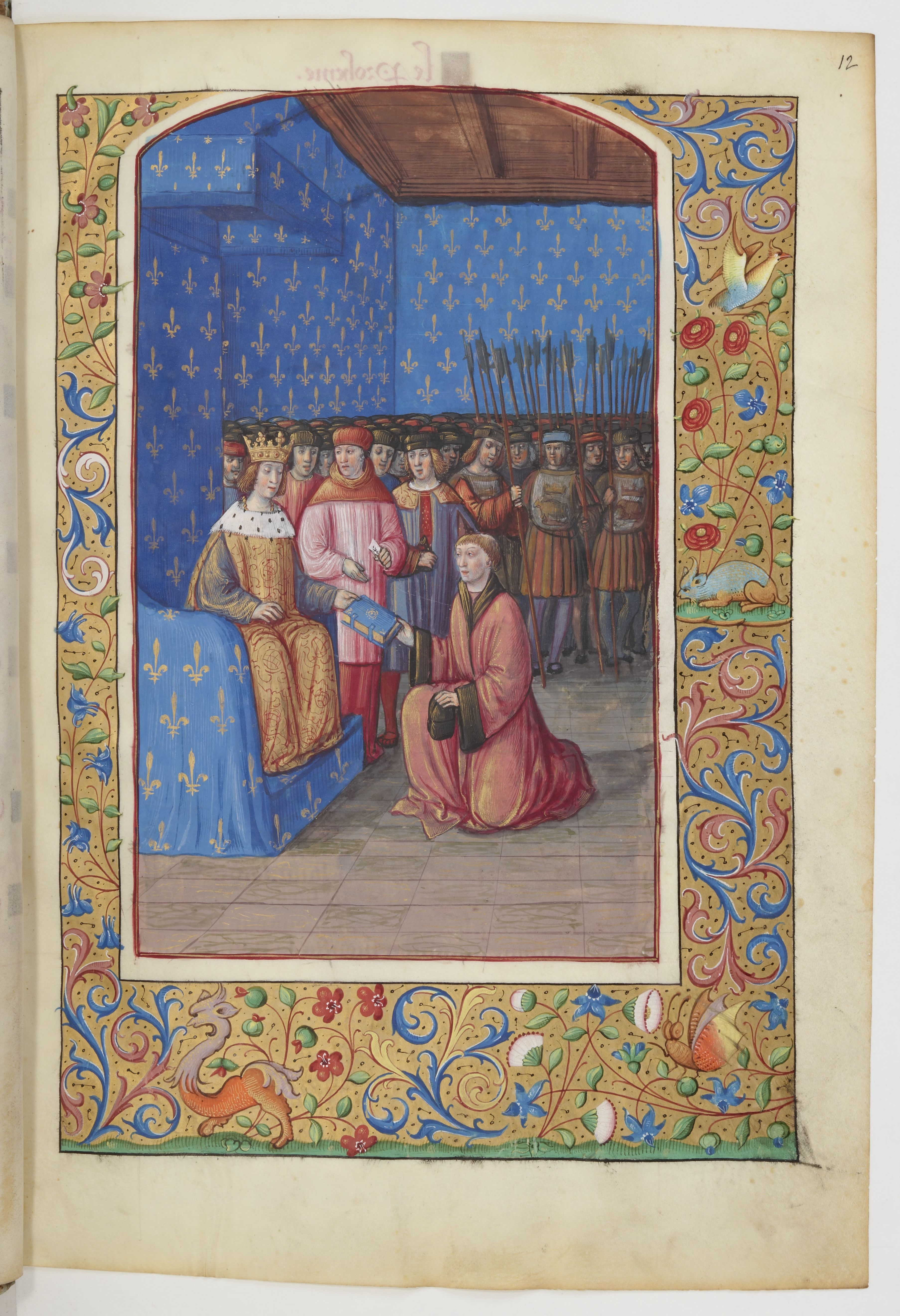
Claude de Seyssel presenta a Luis XII su traducción de la Anábasis de Jenofonte.

Dejó escritas varias obras:

### Jurídicas
- Speculum Feudorum (Basilea, 1566);
- Commentaria in sex partes Digestorum et Codicis cum tractatu compendioso feudorum (?, 1515)
- La loi salique, première loi des Français (París, 1518);
- De republica Galliae et officiis (Estrasburgo, 1548);

### Teológicas
- Tractatus de triplici statu viatoris ex tribus Lucae capitibus (París, 1515);
- Explanatio in primum caput Evangelii Divi Lucae (París, 1515);
- Adversus errores et sectam Valdensium disputationes perquam eruditae et piae (París, 1520);
- De divina providentia tres tractatus (Paris, 1518);

### Políticas e históricas
- La Victoire du Roy contre les Véniciens (París, 1510);
- La grand monarchie de France (París, 1518);

### Traducciones
Dejó también varias traducciones al francés de obras de la antigüedad. Como no conocía el griego, para los autores en este idioma se sirvió de las traducciones al latín de Janos Lascaris:
- Séneca: Las cuatro virtudes cardinales;
- Tucídides: Historia de la guerra del Peloponeso;
- Apiano: Historia romana;
- Eusebio de Cesarea: Historia eclesiástica;
- Justino, Historia Filípica de Pompeyo Trogo;
- Jenofonte: Anábasis;
- Diodoro Sículo: Biblioteca histórica (última parte).